# 貞光城
貞光城（さだみつじょう）は、徳島県美馬郡つるぎ町にあった日本の城。別名野口城。

## 歴史
1577年（天正5年）に小笠原長定によって築かれたとされる。
同年に重清城主であった小笠原長政が長宗我部元親の侵攻に備えて貞光城を築き、長男の長定を置いて守らせたが、長宗我部氏の軍勢によって攻められ滅亡した。この際に落城し、廃城となった。